# Engel Vilmos
Engel Vilmos (?, 1894. március 11. – ?, 1970. május 18.) válogatott magyar labdarúgó, csatár. A sportsajtóban Engel II néven volt ismert.

## Pályafutása

### Klubcsapatban
A BAK csapatában kezdte a labdarúgást. Egy alkalommal innen került be a válogatott csapatba. 1929 és 1932 között Olaszországban játszott, három csapatban egy-egy idényt. Először a másodosztályú Lecce, majd a Genoa 1893, legvégül a Modena BfC labdarúgója volt.

### A válogatottban
1917-ben egy alkalommal szerepelt a magyar válogatottban.

## Statisztika

### Mérkőzése a válogatottban
| Magyarország | Magyarország     | Magyarország              | Magyarország | Magyarország | Magyarország | Magyarország | Magyarország | Magyarország |
| #            | Dátum            | Helyszín                  | Hazai        | Eredmény     | Vendég       | Kiírás       | Gólok        | Esemény      |
| ------------ | ---------------- | ------------------------- | ------------ | ------------ | ------------ | ------------ | ------------ | ------------ |
| 3.           | 1917. október 7. | Budapest, Üllői úti pálya | Magyarország | 2 – 1        | Ausztria     | barátságos   | -            |              |
|              | Összesen         |                           |              | 1            | mérkőzés     |              | 0            | gól          |